# Административное деление Российской империи на 1 ноября 1775 года
Российская империя по состоянию на 1 (12) ноября 1775 года делилась на губернии, провинции и уезды
- общее число губерний — 23
- общее число провинций — 62
- общее число уездов — 276 (без учёта Новороссийской губернии)
- центр империи — город Санкт-Петербург
- отличия от 1 января 1765 года:
- вновь образованы:

1. Азовская губерния (14 (25) февраля 1775 года) — из новых земель, перешедших по Кючук-Кайнарджийскому мирному договору (крепость Святого Дмитрия Ростовского, Таганрог, Новая Днепровская линия, города: Керчь, Еникале, Кинбурн), а также из земель Войска Донского, Славяносербии, Торский уезд Слободско-Украинской губернии (в том числе города Старая Водолага и Малая Водолага)
2. Могилёвская губерния (28 мая (8 июня) 1772 года) — из части вновь присоединённых (после первого раздела Речи Посполитой) белорусских земель
3. Псковская губерния (28 мая 1772 года) — из Псковской и Великолуцкой провинций Новгородской губернии, а также из части вновь присоединённых (после первого раздела Речи Посполитой) белорусских земель
4. Слободско-Украинская губерния (28 июля (8 августа) 1765 года) — из частей Белгородской и Воронежской губерний
  1. Азовская провинция Азовской губернии (14 февраля 1775 года) из новых земель, перешедших по Кючук-Кайнарджийскому мирному договору
  2. Витебская провинция Могилёвской (28 мая 1772 года), а с конца 1772 года — Псковской губернии — из части вновь присоединённых (после первого раздела Речи Посполитой) белорусских земель
  3. Двинская провинция Псковской губернии (28 мая 1772 года) из присоединённого (после первого раздела Речи Посполитой) Ливонского воеводства
  4. Кременчугская провинция Новороссийской губернии
  5. Могилёвская провинция Могилёвской губернии (28 мая 1772 года) из части вновь присоединённых (после первого раздела Речи Посполитой) белорусских земель
  6. Мстиславская провинция Могилёвской губернии (28 мая 1772 года) из части вновь присоединённых (после первого раздела Речи Посполитой) белорусских земель
  7. Оршанская провинция Могилёвской губернии (28 мая 1772 года) из части вновь присоединённых (после первого раздела Речи Посполитой) белорусских земель
  8. Полоцкая провинция Псковской губернии (28 мая 1772 года) из части вновь присоединённых (после первого раздела Речи Посполитой) белорусских земель
  9. Рогачёвская провинция Могилёвской губернии (28 мая 1772 года) из части вновь присоединённых (после первого раздела Речи Посполитой) белорусских земель
  10. Удинская провинция Иркутской губернии (1775) из части Иркутской провинции
  11. Якутская провинция Иркутской губернии (1775) из части Иркутской провинции

- список губерний:

1. Азовская (центр — город Азов, и Земли Донских казаков, 9 уездов, с 1776 года — в составе Запорожская Сечь и Екатеринославская провинция Новороссийской губернии)
  1. Азовская провинция
  2. Бахмутская провинция (из Новороссийской губернии, в том числе Славяносербия, 14 февраля 1775)
2. Архангелогородская (14 уездов)
  1. Архангелогородская провинция
  2. Вологодская провинция
  3. Галицкая провинция
  4. Устюгская провинция
3. Астраханская (4 уезда)
4. Белгородская (21 уезд)
  1. Белгородская провинция
  2. Орловская провинция
  3. Севская провинция
5. Выборгская (5 уездов)
  1. Выборгская провинция
  2. Каменегорская провинция
  3. Кексгольмская провинция
6. Воронежская (22 уезда)
  1. Воронежская провинция
  2. Елецкая провинция
  3. Тамбовская провинция
  4. Шацкая провинция
7. Иркутская (11 уездов)
  1. Иркутская провинция
  2. Удинская провинция
  3. Якутская провинция
8. Казанская (20 уездов)
  1. Вятская провинция
  2. Казанская провинция
  3. Пензенская провинция
  4. Пермская провинция
  5. Свияжская провинция
  6. Симбирская провинция
9. Киевская (12 полков)
10. Малороссийская (10 полков, центр — город Киев, с 1773 по 1775 — Козелец)
11. Могилёвская (12 уездов)
  1. Могилёвская провинция
  2. Мстиславская провинция
  3. Оршанская провинция
  4. Рогачёвская провинция
12. Московская (55 уездов)
  1. Владимирская провинция
  2. Калужская провинция
  3. Костромская провинция
  4. Московская провинция
  5. Переяслав-Залесская провинция
  6. Переяслав-Рязанская провинция
  7. Суздальская провинция
  8. Тульская провинция
  9. Угличская провинция
  10. Юрьевская провинция
  11. Ярославская провинция
13. Нижегородская (6 уездов)
  1. Алатырская провинция
  2. Арзамасская провинция
  3. Нижегородская провинция
14. Новгородская (23 уезда)
  1. Белозёрская провинция
  2. Новгородская провинция
  3. Олонецкая провинция
  4. Псковская провинция
  5. Тверская провинция
15. Новороссийская (центр — Кременчуг, кол-во уездов не определено. в 1775 году вошли остатки Полтавского, Миргородского полка, правобережная часть Земли Войска Запорожского)
  1. Екатерининская провинция
  2. Елизаветградская провинция
  3. Кременчугская провинция (из земель вокруг губернского города)
16. Оренбургская (6 уездов)
  1. Исетская провинция
  2. Оренбургская провинция
  3. Уфимская провинция
17. Псковская (центр — город Опочка, 16 уездов)
  1. Великолуцкая провинция (из Новгородской губернии)
  2. Витебская провинция (из Могилёвской губернии)
  3. Двинская провинция
  4. Полоцкая провинция
  5. Псковская провинция (из Новгородской губернии)
18. Ревельская (4 дистрикта)
19. Рижская (4 дистрикта)
  1. Рижская провинция
  2. Эзельская провинция
20. Санкт-Петербургская (4 дистрикта)
21. Сибирская (8 уездов)
  1. Енисейская провинция
  2. Тобольская провинция
22. Слободско-Украинская губерния (центр — город Харьков, 5 полков)
23. Смоленская провинция (5 уездов)